# Pseudopyrenula serusiauxii
Pseudopyrenula serusiauxii är en lavart som beskrevs av Aptroot. Pseudopyrenula serusiauxii ingår i släktet Pseudopyrenula och familjen Trypetheliaceae.   Inga underarter finns listade i Catalogue of Life.